# Fragments de Bignan
Pour les articles homonymes, voir Bignan (homonymie).
Les « Fragments de Bignan » sont le nom habituellement donné dans les études bretonnes à deux fragments en moyen breton publiés par Joseph Loth dans la Revue celtique en 1887.

## Texte
Le texte donné par Loth est le suivant :
I.

de nep a amao [--]

ha deze ol gotib[unan]

nep a solicita en dra.

adieu Jahanic deffet

an autru doe ro sic[ou]ro

Jesus map doe roey en

roz sicoro ouz ho tiege.

Amen.

II.

[--] nep bezouet gay

[--] diffalas ?em casser

[--] men : er a ober joyae

[--] Jahanic me oz pet

tavarnen na hoateit quet

[-] a palamour den davarn

[-] er bedis ouz ho barn

[-] al merch flam en pep amser

[--] casser en hon bro ny

[--] quement den a so en hy

[bras] ha bihan a pet gant hi

[Fur?]nez mat ha habaster

[--] hanet en pep amser

[--] ha lavenez er bet man

### Datation
(mars 2012).
Si vous disposez d'ouvrages ou d'articles de référence ou si vous connaissez des sites web de qualité traitant du thème abordé ici, merci de compléter l'article en donnant les références utiles à sa vérifiabilité et en les liant à la section « Notes et références ».
Ce texte a été daté de la fin du XVe ou du début du XVIe siècle par Joseph Loth. Cette datation paraît cependant mal assurée, dans la mesure où elle repose essentiellement sur la date du support (un acte de 1480) et celle de l'impression du livre dans lequel les fragments étaient insérés (début du XVIe siècle). L'argument de l'ancienneté du papier n'est pas recevable, puisqu'il s'agit de celui de l'acte, et que rien ne dit que le texte breton n'a pas été écrit plus tardivement. L'« ancienneté » de l'écriture, qui est aussi citée, est en fait le seul élément sur lequel repose la datation. Mais la paléographie ne permet pas de datation extrêmement précise : une écriture estimée être du milieu du XVIe siècle peut aussi bien remonter aux premières décennies de ce siècle que dater des premières décennies du siècle suivant. Et il n'est loin d'être certain que les connaissances paléographiques de Joseph Loth aient été très consistantes. Joseph Loth cite le concours d'un paléographe (M. Vétault), mais ne lui attribue que le déchiffrement et non la datation. En résumé, on peut supposer, qu'entraîné par l'ancienneté du support (l'acte) et du contenant (livre ancien), Joseph Loth a conclu avec un peu trop d'enthousiasme à la découverte d'un fragment particulièrement ancien. Comme nous allons le voir maintenant, l'analyse littéraire du texte mène à une date plus récente (début du XVIIe siècle), qui reste d'ailleurs compatible avec l"ancienneté de l'écriture".
Les deux fragments appartiennent au même texte comme le montre la présence du prénom "Jahanic" dans chacun d'eux. Malgré le caractère lacunaire de ce texte, il semble bien qu'il s'agisse d'un cantique, peut-être d'un cantique contre l'ivrognerie, comme le suggère la strophe deux du second fragment qui peut être rétablie et traduite ainsi :
[--] Jahanic me oz pet /
An tavarnou na hentaet quet /
Rac a palamour den davarn /
Ema er bedis ouz ho barn
(...) Yannick, je vous prie /
Ne fréquentez pas les tavernes /
Car à cause de la taverne /
Tous [litt. "les habitants du monde"] sont en train de vous juger.
La seconde strophe du premier fragment est caractéristique d'une strophe de fin de cantique avec l'appel à la miséricorde divine (ce qui montre du reste que J. Loth a inversé l'ordre des deux fragments) :
adieu Jahanic deffet /
an autru doe ro sic[ou]ro /
Jesus map doe roey en /
roz sicoro ouz ho tiege 
Adieu Yannick (...) /
Que le Seigneur Dieu vous aide, /
Que Jésus, fils de Dieu, Roi des (...) /
Vous aide en vous (...)
Si ce texte est bien un cantique, l'hypothèse d'une datation basse s'en trouve renforcée.

## Sources
- Joseph Loth, « Deux fragments inédits en moyen breton », Revue Celtique, vol. VIII,‎ 1887, p. 161-164